# Ingrid Hillar
Ingrid Maria Elisabeth Hillar, tidigare Holmberg, född 26 oktober 1911 i Örebro församling, Örebro län, död 20 juli 2010 i Mjölby församling, Östergötlands län, var en svensk målare och teckningslärare. 
Hon var dotter till komministern Hjalmar Holmberg och Anna Dour hon var gift med Steen Hillar. Hon medverkade i utställningar med konstföreningen Paletten i Mjölby. Hennes konst består till stor del av blomsterstilleben. Vid sidan av sitt eget skapande var hon anställd som teckningslärare vid samrealskolorna i Mjölby och Skänninge.